# アメリカンプロレス
アメリカンプロレスは、プロレスのスタイルの1つ。

## 概要
プロレス創設期から1990年代後半まで世界のプロレス市場においてプロレスの主流であった。主な特徴としてはアメリカンパンチと呼ばれるパンチの応酬、時間を於いての同時グロッキーによる立ち直り、関節技（必殺技として使う者を除く）の使用頻度が低く、いかにも見た目に痛そうな力技、打撃技、公称される「必殺技」の惜しみない応酬で試合を締める。
代表的な大技としてリフト・アップスラム、ボディ・プレス（アルティメット・ウォリアー）、レッグ・ドロップ（ハルク・ホーガン）、ダイビング・エルボー・ドロップ（ランディ・サベージ）、シャープ・シューター（ブレット・ハート）、足4の字固め（リック・フレアー）などが代表されている。
このスタイルは日本では旗揚げ直後の全日本プロレスが踏襲。特に地方では試合開始から十数分後に反則負け、リングアウト、硬直時間の長い内容による時間切れ引き分けで早々に試合を終わらせる、さらにはメインイベントの決着後も結果に納得がいかない選手同士による乱闘を延々と続けてお茶を濁すのが日常茶飯事であった。また、この他にザ・シーク、アブドーラ・ザ・ブッチャー、タイガー・ジェット・シンに代表される悪役（ヒール）の凶器攻撃による流血戦、アメリカンプロレスの大きな特徴であるマネージャーの介入も多かった。
このスタイルは力強さを追求した「ストロングスタイル」、「猪木信者」と呼ばれるファンや、格闘技色の強かったUWFスタイルを好むUWF信者から時代遅れと見られるようになり、さらに当時の日本プロレスのマスコミからも「単なる殴り合い」と書き立てられるなど不評も多かった。
転換期となるのは、全日本プロレスにおける80年代の天龍源一郎による天龍革命及び90年代の四天王プロレスである。それらの海賊版ビデオや違法動画を見て興奮した子供が少年になりバックヤードレスリングを通じて四天王勢を真似た危険なプロレスが全米のプロレスファンに波及して行った。もう一つは90年代後半のWWEにおけるテレビ主導のショーであることを前提としたアティチュード路線への転換である。それまでと異なる激しいスピード感あふれる技の応酬がメインとなり、流血が極力抑えられ、それが現在のアメリカンスタイルの主流となった。スピード感についていけないベテラン選手は地方興行でファンサービスに努めることが多くなった。